# Kim Yong Taik
Kim Yong Taik (Hangul: 김용택) es un poeta surcoreano.

## Biografía
Kim Yong Taik nació el 28 de septiembre de 1948 en Imsil, provincia de Jeolla del Norte, Corea del Sur. Se graduó de la escuela secundaria de agricultura Sunchang y trabajó como profesor en la escuela primaria Tokchi y en la escuela primaria Woonam de Imsil. Hizo su debut en la literatura en 1992 con El río Seomjingang I y otros siete poemas que se incluyeron en Con una antorcha que no se apaga (Kkeojiji anneun hwaetbullo), una recopilación de poesías de veintiún poetas prometedores, publicado por Creación y crítica.

## Obra
El punto de partida de su obra es el campo, una brizna de hierba, el olor del pelo de su madre. El tratamiento delicado y afectuoso de los asuntos cotidianos de la gente que vive en el campo proporciona a la gente de ciudad un recuento sin adulterar de las comunidades rurales. Subyace en la tarea del poeta el mostrar el sentimiento de dignidad de la comunidad rural. Sin embargo, este acercamiento ha hecho que el poeta sea vulnerable a la crítica de ser anacrónico e incapaz de ofrecer una solución a la dura realidad de la sociedad actual. De todos modos, el deseo de comunidad de Kim Yong Taik posee una calidad sincera, algo que a veces falta en las convulsas teorías de modernidad. Afirma que el espíritu de la gente deriva de la identidad y la dignidad de una larga historia de vida agraria. El espíritu crítico de su poesía deriva de su uso del dialecto de la provincia  de Jeolla en formas poéticas como Gasa, Taryeong y Pansori. Este uso combinado de dialectos, proverbios y coloquialismos refuerza el sentido de comunidad rural en su poesía. El uso de ritmos tradicionales le da la posibilidad de generar tensión, rabia y risa.
Ha ganado varios premios: en 1986 el Premio Kim Soo-young de literatura, en 1997 el Premio Sowol de poesía, en 2002 el Premio Sochungsaseon de Literatura y en el año 2012 el Premio de literatura Yun Dong-ju.

## Obras en coreano (lista parcial)
- El río Seomjingang (Seomjingang, 1985)
- Un día despejado (1986)
- Hermana, el día se va (1988)
- De camino a la montaña florida (1988)
- Añorando una carta adornada de flores (1989)
- Por mal que esté la función, toquemos bien el tambor (1991)
- Tu querido amor (1993)

## Premios
- Premio Kim Soo-young de literatura 1986
- Premio Sowol de poesía 1997
- Premio Sochungsaseon de Literatura 2002
- Premio de literatura Yun Dong-ju 2012